# Solange Bibas
Solange Nunes Bibas, conhecido apenas como Solange Bibas (Belém, Pará, 1918 — São Paulo, São Paulo, 29 de agosto de 1982) foi um jornalista esportivo brasileiro. Trabalhou n'A Gazeta Esportiva e cobriu as Copas do Mundo de futebol de 1958, na suécia e 1982, na Espanha, esta como redator oficial da Confederação Brasileira de Futebol.
Poucos meses após sua morte, uma rua no distrito do Tatuapé, em São Paulo, foi batizada com seu nome.